# Il gattopardo (pel·lícula de 1963)
Il gattopardo és una pel·lícula italiana de 1963 dirigida pel director Luchino Visconti, basada en la novel·la del mateix nom de l'autor Giuseppe Tomasi di Lampedusa.
La pel·lícula inclou un ampli planter d'actors de renom internacional com l'estatunidenc Burt Lancaster, el francès Alain Delon i la italiana Claudia Cardinale.
Aquest llargmetratge ha estat distribuït en diverses versions. La primera versió de Visconti tenia una durada de 205 minuts, però va ser considerada com a excessivament llarga i Visconti va reduir el metratge a 185 minuts. Aquesta versió és la que se sol prendre com a referència. De tota manera, la versió mostrada en anglès té una durada de 161 minuts (va ser editada per la 20th Century Fox). A Espanya es va realitzar una versió de 151 minuts de durada.
Aquesta pel·lícula és considerada com una de les obres essencials del cinema europeu dels anys 1960 i una de les més destacades del seu director, Luchino Visconti.

## Argument
El llargmetratge mostra la vida de Don Fabrizio Corbera, Príncep de Salina, i de la seva família, que es veu alterada en ser Sicília envaïda per les tropes de Garibaldi, en els anys 1860-1863. A conseqüència d'això, tots es refugiaran a la casa de camp que la família té a Donnafugata.
Comprenent que els dies del feudalisme han passat a millor vida, assegura el matrimoni del seu nebot Tancredi amb Angelica, la filla del ric alcalde liberal de Donnafugata, Don Calogero.

## Repartiment
- Burt Lancaster: Don Fabrizio Corbera, Príncep de Salina
- Alain Delon: Tancredi Falconeri
- Claudia Cardinale: Angelica Sedara
- Paolo Stoppa: Don Calogero
- Serge Reggiani: Don Ciccio Tumeo
- Rina Morelli: la princesa de Salina
- Romolo Valli: el pare Pirrone
- Mario Girotti: comte Cavriaghi
- Pierre Clémenti: Francesco Paolo
- Ottavia Piccolo: Caterina
- Giuliano Gemma: el general garibaldià
- Marcella Rovena: (paper indeterminat)

## Comentari
A través d'un fresc on la reconstitució històrica és minuciosa i estètica, Visconti analitza sense nostàlgia inútil la mutació del món feudal i rural cap a una societat moderna i republicana.
Visconti declara: «Ajunto el punt de vista de Lampedusa, i diguem també del seu personatge, el príncep Fabrizio. El pessimisme del príncep Salina el porta a lamentar la caiguda d'un ordre que, per immòbil que hagi estat, era en tot cas un ordre. Però, el nostre pessimisme es carrega de voluntat i, en lloc de lamentar l'ordre feudal i borbònic, apunta a establir un ordre nou.»

## Premis
- Palma d'Or al Festival Internacional de Cinema de Canes 1963

## Al voltant de la pel·lícula
- La pel·lícula descriu la caiguda de l'aristocràcia italiana, de la qual l'escena del ball (que dura 45 minuts) en dona la clau. Aquesta escena va ser rodada al Palazzo Valguarnera-Gangi, a Palerm. La coreografia d'aquest film anava a càrrec d'Alberto Testa.[1]
- Molt implicat en l'escriptura del personatge del príncep Fabrizio, Visconti va triar l'actor americà Burt Lancaster per encarnar-lo. La tria va sorprendre, però es va revelar pertinent. L'osmosi es repetirà en un altre paper de Visconti a Confidències.
- En la versió italiana Burt Lancaster (que gravava les seves intervencions en anglès) és traduït a l'italià per un altre actor. La versió en idioma anglès, que va ser produïda alhora, inclou la veu original de Lancaster.